# Бугунда
Бугунда — посёлок в Баунтовском эвенкийском районе Бурятии. Входит в сельское поселение «Амалатское».

## География
Расположен в 40 км к юго-востоку от центра сельского поселения, посёлка Монгой, на левом берегу Витима, в 3,5 км выше места впадения в него речки Бугунды (эвенк. Бугуӈда — «изюбриная река»).

## Население
| 2002 | 2010 |
| ---- | ---- |
| 25   | ↘20  |